# Sporisorium ophiuri
Sporisorium ophiuri är en svampart som först beskrevs av Henn., och fick sitt nu gällande namn av Vánky 1986. Sporisorium ophiuri ingår i släktet Sporisorium och familjen Ustilaginaceae.   Inga underarter finns listade i Catalogue of Life.